# Ligne de Morlaix à Roscoff
La ligne de Morlaix à Roscoff était une voie ferrée française de la région Bretagne, à écartement standard et à voie unique. Elle constituait un embranchement de la ligne de Paris-Montparnasse à Brest qui permettait la desserte de l’important bourg portuaire de Roscoff.
Elle constitue la ligne 447 000 du réseau ferré national.
À la suite d'un glissement de terrain provoqué par un orage le 3 juin 2018, le trafic est suspendu sur la ligne. La réparation de la ligne ferroviaire est très incertaine en raison de son coût élevé.

## Historique

### Chronologie
- Le 23 juillet 1879[2], déclaration d’utilité publique
- Entre 1879 et 1883 travaux effectués par l'État, service des Ponts et Chaussées
- Le 10 juin 1883[2], mise en service par la Compagnie des chemins de fer de l'Ouest qui devient, le même jour, concessionnaire provisoire de la ligne.
- Le 17 juillet 1883, concession définitive
- Le 3 juin 2018, suspension du trafic.

#### 1870 - 1879: des projets
La desserte ferroviaire du nord de la Bretagne est réalisée en avril 1865 avec la mise en service jusqu'à Brest de la ligne de l'Ouest de la Compagnie des chemins de fer de l'Ouest. Les villes côtières de Roscoff et Saint-Pol-de-Léon, siège de l’évêché de Léon, se trouvant isolées du réseau ferré, plusieurs investisseurs privés vont s'intéresser au problème et proposer des projets. Dès 1870 un entrepreneur propose un projet qui entraîne des débats sur le positionnement géographique du tracé et le choix de l'écartement de la voie.
Louis-Charles-Emmanuel de Coëtlogon (comte de Coëtlogon) présente une demande de sa société pour avoir l'autorisation de faire une étude, sans garanties, d'une ligne de chemin de fer entre Morlaix et Roscoff. Le préfet du Finistère l'accepte le 21 avril 1870 en précisant que le Conseil général du département souhaitait cette réalisation. En juin 1870 monsieur Armand Considère, ingénieur des Ponts et Chaussées à Morlaix, est autorisé à réaliser l'étude financée par l'entreprise. L'entreprise relance l'affaire après la guerre de 1870 qui a retardé la réalisation de l'étude, elle demande au préfet de réactiver l'intérêt du Conseil général par un courrier du 23 octobre 1871. Le département nomme une commission lors de sa cession de novembre 1871 et l'ingénieur Armand Considère produit un mémoire intitulé « Note sur le Projet du chemin de fer de Morlaix à Roscoff », imprimé le 27 mars 1872. L'étude, qui valorise le potentiel en marchandises et voyageurs de cette ligne, défend l'idée d'un seul tracé débutant à Morlaix et propose une voie étroite pour diminuer les coûts. En août 1872 le département n'est pas opposé à cette proposition qu'il adopte à titre provisoire. L'ingénieur en chef des Ponts et Chaussées n'est pas favorable il demande la révision de ce dossier avant mise à enquête dans un courrier au préfet en date du 4 octobre 1872.
Quelques années plus tard le directeur de la Compagnie des tramways nord de Paris, le comte de Résie, fait une demande pour la concession d'un chemin de fer d'intérêt local. Cette proposition est critiquée pour son coût trop important dans un rapport de l'ingénieur Fessard, du 22 août 1876. le comte de Résie propose une nouvelle mouture qui est également repoussée par les Ponts et Chaussées dans un rapport de l'ingénieur en chef Fenoux, daté du 8 avril 1877.
Les ingénieurs des Ponts, sous la direction de l'ingénieur en chef Fenoux, reprennent alors l'étude complète de ce dossier, et c'est finalement la version de l'administration de l'État qui est adoptée contre l'avis de la Chambre de commerce de Brest qui proposait que l'embranchement débute à Landivisiau. La ligne fait environ vingt-huit kilomètres dont un peu plus de 25 km de voies nouvelles.

#### 1880 - 1883 du projet retenu à la mise en service
La loi du 17 juillet 1879 (dite plan Freycinet) portant classement de 181 lignes de chemin de fer dans le réseau des chemins de fer d’intérêt général retient en n° 74, une ligne de « Morlaix à Roscoff (Finistère) ». La ligne est déclarée d'utilité publique par une loi le 23 juillet 1879.
L'embranchement se sépare de la ligne de Paris à Brest à 2 600 mètres de la gare de Morlaix. Après avoir suivi le ruisseau Lomogan, elle rejoint son point haut, à (88 m d'altitude près de Taulé, puis redescend pour franchir la Penzé par un important viaduc d'une hauteur d'environ 40 m. Il passe à Saint-Pol-de-Léon, en contournant la ville, puis rejoint Roscoff. La déclaration d'utilité publique permettant le début des travaux a lieu le 23 juillet 1879.
L'embranchement n'ayant pas été concédé, c'est donc l'administration qui se charge des travaux. Elle répartit l'ensemble en plusieurs lots auquel vont pouvoir soumissionner les entreprises. La voie est réparti en trois lots : le premier, qui débute de l'embranchement pour aboutir près de Taulé est adjugé à l'entreprise Fournis père et fils le 14 février 1880 ; le deuxième est adjugé à Le Stoum Bertrand de Morlaix le 30 juin 1880 ; le troisième est adjugé à l'entrepreneur Soubigou J.P. de Morlaix le 17 juillet 1880. C'est également un entrepreneur de Morlaix, Brannelec René, qui remporte le lot des maisons des gardes barrières. Le seul ouvrage d'art de la ligne, le viaduc de la Penzé, donne lieu à deux lots : le premier concerne une réalisation à l'air comprimé pour les fondations de la pile centrale, il est remporté par la société Fives-Lille le 7 août 1880 ; c'est l'entreprise Le Brun de Creil dans l'Oise qui obtient le deuxième lot lors de l'adjudication du 30 avril 1881.
Les travaux débutés en mars 1880 sont rapidement menés. L'administration demande qu'une concession provisoire soit accordée à la Compagnie des chemins de fer de l'Ouest pour qu'elle puisse prendre en charge l'exploitation de la ligne lors de sa mise en service. Celle-ci a lieu le 10 juin 1883. La ligne est cédée par l'État à la Compagnie des chemins de fer de l'Ouest par une convention signée entre le ministre des Travaux publics et la compagnie le 17 juillet 1883. Cette convention est approuvée par une loi le 20 novembre suivant.

#### L'exploitation
Le trafic attendu est essentiellement celui des primeurs, choux-fleurs, artichauts et oignons, intensément cultivés autour de Saint-Pol, dans la région dite de la « Ceinture dorée ». Très intensif entre 1957 et 1981, entraînant la circulation de jusqu’à 500 wagons par jour, (ligne fret la plus rentable de la SNCF) ce trafic subit durant les années 1980 la concurrence routière, et est aujourd’hui réduit à néant. 1985 est la dernière année de circulation d’un train direct Paris-Roscoff 
À son ouverture, la ligne comptait 25 passages à niveau, soit un par kilomètre. Aujourd'hui, la ligne compte 21 passages à niveau automatiques, et un sans barrière.

#### Arrêt de l'exploitation
À la suite d'un orage qui s'est abattu sur la région de Morlaix le 3 juin 2018, une partie de la plateforme (50 mètres) s'est effondrée au niveau de Sainte-Sève (au niveau de l'ancien passage à niveau n°2). Le TER venant de Roscoff a été contraint de faire demi-tour et de s'arrêter au niveau de l'ancienne Gare de Taulé-Henvic. Les passagers ont été acheminés vers Morlaix par autocar.
Afin de récupérer la rame, le 20 juin 2018 le TER X73500 est reparti en direction de Saint-Pol-de-Léon, afin d'être acheminé par camion en direction de Morlaix.
À compter du 2 janvier 2019 l'exploitation du service de transport entre Morlaix et Roscoff n'est plus assuré par la SNCF mais par la région Bretagne à travers la ligne 29 du réseau d'autocars BreizhGo au port de Roscoff. Il n'y a plus d'arrêt ni de circulation voyageur à la gare de Roscoff.

## Tracé
S’embranchant sur la radiale à deux kilomètres en aval de la gare de Morlaix, commune avec celle du réseau breton et d’où partait un long embranchement pentu qui, via un rebroussement, permettait d’atteindre le port de Morlaix et d’assurer la correspondance avec la ligne de Plestin des chemins de fer armoricains, la ligne de Roscoff s’éloigne rapidement vers le nord, desservant une première halte au lieu-dit « Bel-Air » au sud-est de Taulé, puis les deux bourgs de Taulé et d’Henvic par une gare commune, aujourd’hui fermée à tout trafic.
Entre les deux haltes d’Henvic (devenue rapidement gare d’Henvic-Carantec) et de Plouénan, la ligne franchit la Penzé par le viaduc décrit ci-dessous, et continue vers le nord, desservant la halte de Kerlaudy située sur la commune de Plouénan, puis l'ancien hippodrome de Saint-Pol-de-Léon par un arrêt (occasionnellement), pour arriver en gare de Saint-Pol-de-Léon, gare commune avec celle des chemins de fer départementaux du Finistère, qui fut également première gare légumière d'Europe.
La ligne traverse la capitale du Léon et, après une large boucle à gauche, arrive à Roscoff, gare terminus à trois voies dont deux à quai, dont le BV se situe perpendiculairement aux voies. Aucune desserte portuaire n’a été réalisée à Roscoff.

Le viaduc sur la Penzé
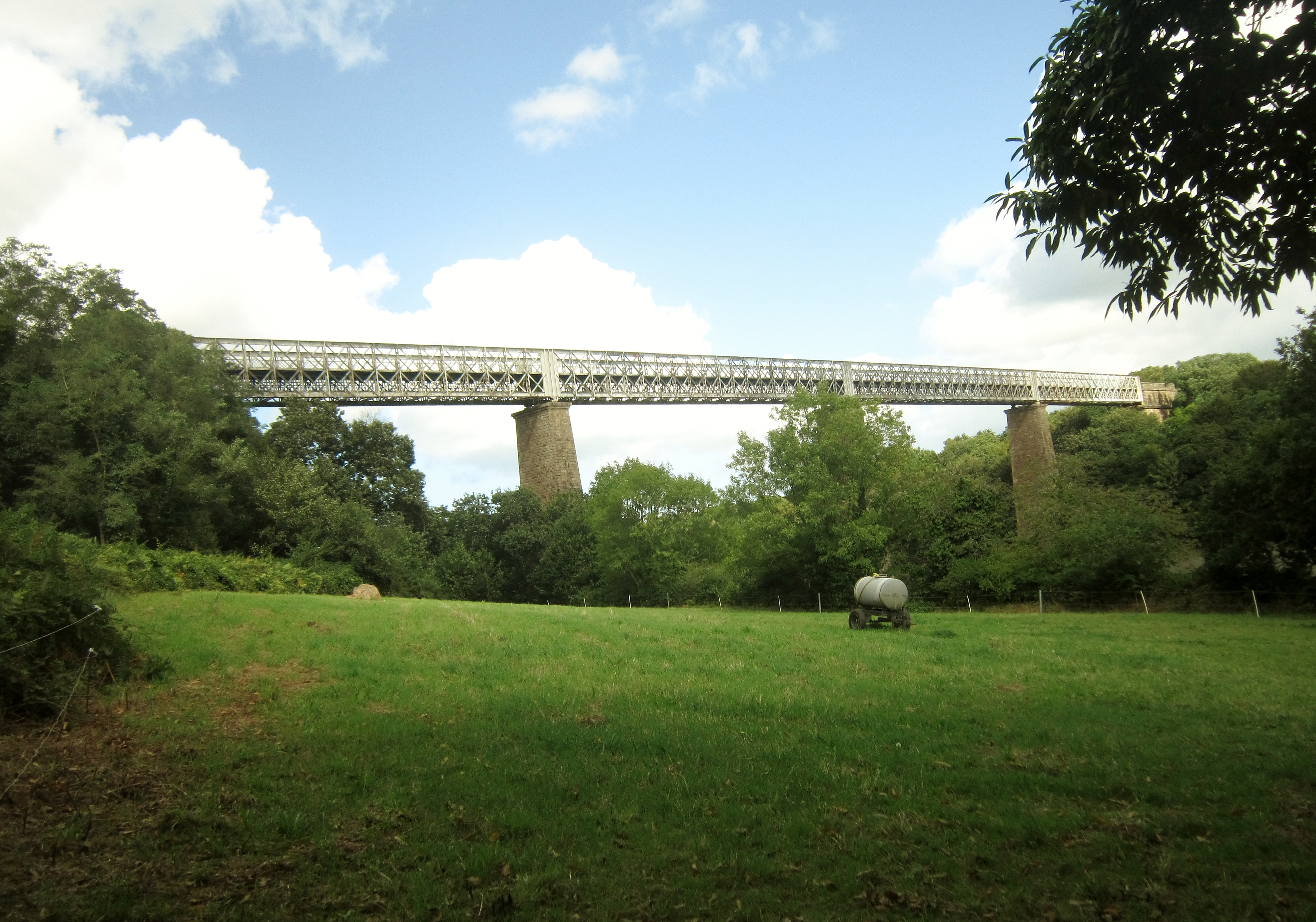
Vu depuis l'amont, côté rive gauche (Plouénan).
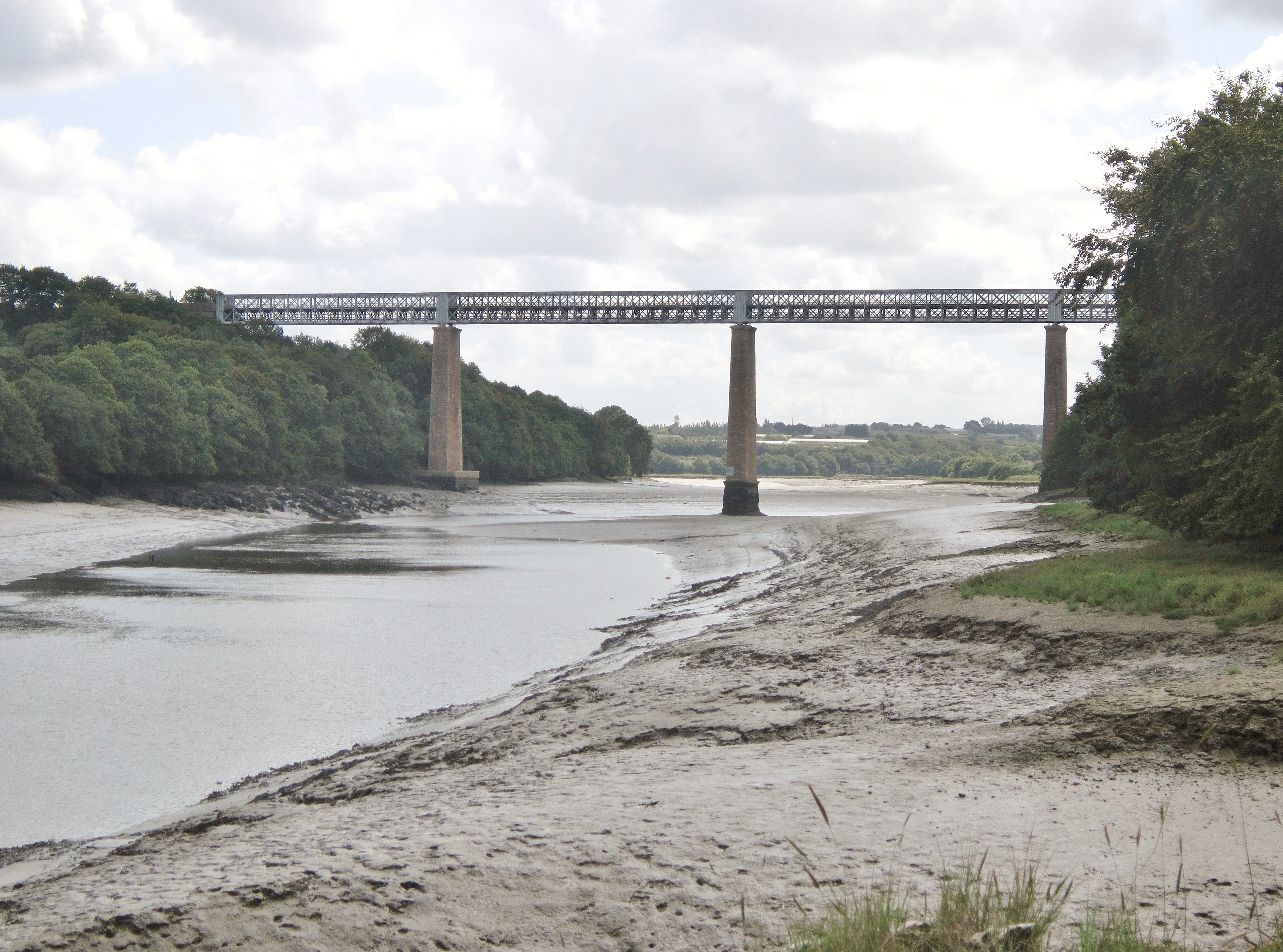
Vu depuis l'aval, côté rive gauche (Plouénan).

## Infrastructure

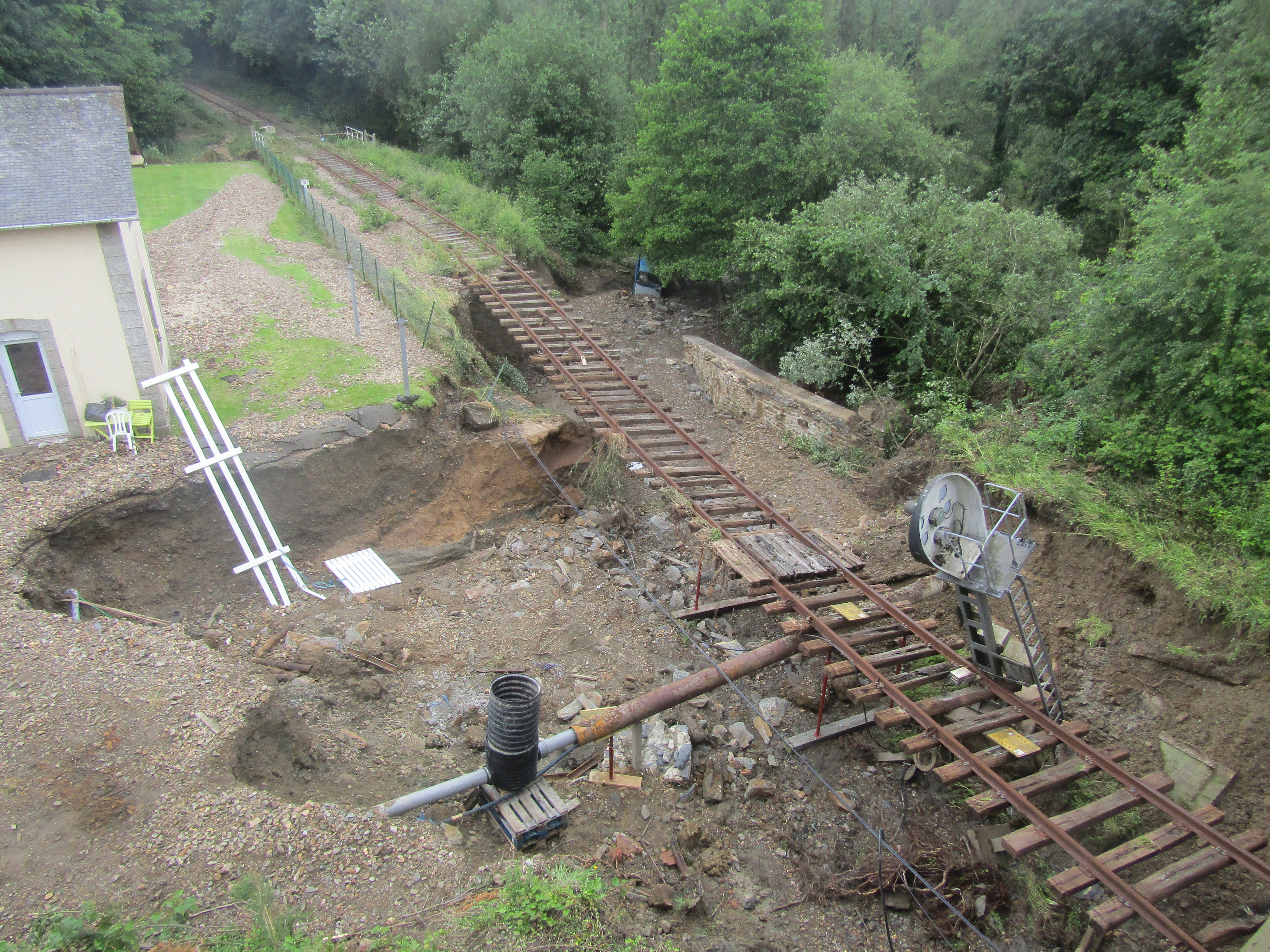
L'état de la voie à Sainte-Sève après l'orage du 3 juin 2018

L'infrastructure de la ligne étant dans un état vétuste, pour des raisons de sécurité, et afin de pérenniser la ligne, SNCF réseau a limité la vitesse à 40 km/h à compter du 14 décembre 2015. Le temps de trajet est rallongé de 19 minutes. (47 minutes contre 28 minutes auparavant).
Le 3 juin 2018, un orage et des pluies torrentielles provoquent le débordement d'un cours d'eau, la Pennélé, qui emporte la voie à proximité de Sainte-Sève,. Depuis, une partie du terrain a été remblayé au niveau de l'habitation mais la voie n'a pas subi de travaux de restauration de la part de la SNCF.

## Avenir de la ligne
Selon SNCF réseau, le montant pour la rénover s'établit autour de 40 millions d'euros. Une étude socio-économique (non  diffusée) réalisée en 2018 afin de connaître les besoins de mobilité entre Morlaix et Roscoff a révélé un potentiel de 230 000 voyages par an[réf. nécessaire]. Deux autres études sont actuellement en cours, (résultat prévu en décembre 2023) ; la première concerne les différentes possibilités qui existeraient pour connecter Morlaix et Roscoff (service voyageurs ou voie verte) ; la deuxième se concentre sur le potentiel fret qui trouverait sa place dans l’étude stratégique fret, sous maîtrise d’ouvrage de la Région. Le port de Roscoff a intégré (fin 2021) le RTE-T (réseau transeuropéen des transports) avec Brest. 
Le 20 octobre 2022, l'état annonce par le biais d'une réponse écrite du Sénat que Roscoff ne sera pas intégré au corridor atlantique, seul le port (et non les voies terrestres) pourra bénéficier de subventions européennes. 
Par ailleurs, une pétition associée à une lettre ouverte au gouvernement en 2022 a recueilli près de 5000 signatures en faveur de la transformation de la voie ferrée en voie verte de Morlaix à Roscoff. Il existe des voies cyclables comme la Vélodyssée de Hendaye à Roscoff ou la Vélomaritime / EuroVelo 4 de Kiev à Roscoff via Dunkerque mais celles-ci ne sont pas sécurisées car en route partagée avec les autres véhicules à moteur de Morlaix à Roscoff. Roscoff est également le terminus de l'itinéraire Bretagne 5 qui longe la côte nord vers Brest.
En novembre 2022, un collectif s'est créé pour la sauvegarde de la ligne, rassemblant l’Association pour la ligne Morlaix-Roscoff (APMR), CGT Cheminots, Solidaires, EELV, PS, PCF, Génération.s etc..
Le 17 septembre 2024, la CGT Cheminots et l'APMR présentent un montant maximal de 76 M€ (incluant 20 % de provision pour des impondérables) ce qui amènerait à un montant de 60 millions d'euros pour une remise en service de la ligne pour le transport de voyageurs  ou entre 79 et 80 M€ si on y ajoute le fret. La rénovation du viaduc de la Penzé est prise en compte et évaluée à 7 M€ (réfection totale du tablier métallique mais pas des piliers ni de la partie maçonnée).